# Gereformeerde kerk (Nieuw-Vennep)
De Gereformeerde kerk is een protestantse kerk in de tot de Noord-Hollandse gemeente Haarlemmermeer behorende plaats Nieuw-Vennep, gelegen aan de Eugénie Previnaireweg 14.

## Geschiedenis
De Gereformeerden organiseerden zich vermoedelijk in 1857 onder de naam: Christelijk Afgescheiden gemeente te Venneperdorp. Dit geschiedde enige jaren na de drooglegging van de Haarlemmermeer.
vanaf 1869 werd het Christelijk Gereformeerde kerk en in 1892 sloten zij zich aan bij de Gereformeerde Kerken in Nederland en sprak men van de Gereformeerde kerk.
In 1876 betrokken deze Gereformeerden een kerkgebouw aan de Kerkstraat dat in 1954 werd ingeruild voor een nieuw gebouw. Het oorspronkelijke kerkje vervulde tot omstreeks 1970 nog een functie, waarna het werd gesloopt.
De nieuwe kerk aan de Eugénie Previnaireweg werd in 1954 betrokken. Het is een bakstenen zaalkerk, behorend tot de wederopbouwarchitectuur, gebouwd naar ontwerp van B.W. Plooij. De kerk bestaat uit een sober gebouw onder zadeldak, met een naastgebouwde vierkante bakstenen toren, voorzien van een in open betonwerk uitgevoerde lantaarn.
In 2015 werd deze gereformeerde gemeente, als onderdeel van de Protestantse Kerk in Nederland, omgedoopt in: Protestantse Gemeente De Rank, welke naast de voormalige Hervormde gemeente, die kerkt in de Witte Kerk, blijft bestaan.
Het interieur is enkele malen gemoderniseerd en het huidige orgel is van 1969, vervaardigd door de plaatselijke orgelmaker S. de Wit & Zn..